# Lijst van grootste Nederlandse kerkgebouwen naar zitplaatsen
In dit artikel wordt een opsomming gegeven van de grootste Nederlandse kerken, gemeten naar het aantal zitplaatsen.

## Inleiding
Ondanks de secularisatie worden in Nederland nog veel grote kerken gebouwd, vooral door reformatorische en evangelische gemeenten. In de grote steden en in de katholieke delen van Nederland zijn evenwel ook vele grote kerken reeds gesloopt. Voorbeelden hiervan zijn de Westerkerk te Rotterdam met 1470 zitplaatsen, de Sint-Bonifatiuskerk te Amsterdam met 1850 zitplaatsen en de Willemskerk te Den Haag met 2086 zitplaatsen.
Criterium is het aantal vaste zitplaatsen. Doordat veel grote bekende kerken (zoals de Laurenskerk) geen vaste zitplaatsen meer hebben vanwege hun multifunctionele gebruik komen deze in deze lijst niet voor. Qua vloeroppervlakte is een totaal andere indeling te maken. De grootste kerk van Nederland qua vloeroppervlak is de Sint-Janskathedraal in 's-Hertogenbosch gevolgd door de Kathedrale basiliek Sint Bavo in Haarlem.
|     | Naam                                   | Zitplaatsen | Bouwjaar  | Kerkverband                                                        | Plaats                 | Afbeelding |
| --- | -------------------------------------- | ----------- | --------- | ------------------------------------------------------------------ | ---------------------- | ---------- |
| 1   | De Hoeksteen                           | 2.860       | 2008      | Gereformeerde Gemeenten in Nederland                               | Barneveld              |            |
| 2   | Kerkgebouw GGiN Opheusden              | 2.824       | 1999      | Gereformeerde Gemeenten in Nederland                               | Opheusden              |            |
| 3   | Congreshal van Jehovah's getuigen      | 2.400       | 2016      | Jehovah's getuigen                                                 | Swifterbant            |            |
| 4   | Dorpskerk                              | 2.300       | 1952      | Hersteld Hervormde Kerk                                            | Staphorst              |            |
| 5   | Adventkerk                             | 2.220       | 1998      | Gereformeerde Gemeenten                                            | Veenendaal             |            |
| 6   | Rehobothkerk                           | 2.200       | 1967      | Gereformeerde Gemeenten                                            | Barneveld              |            |
| 7   | Sionkerk                               | 1.550       | 2012      | Gereformeerde Gemeenten                                            | Scherpenzeel           |            |
| 8   | Kerkgebouw GG Kootwijkerbroek          | 2.100       | 1985      | Gereformeerde Gemeenten                                            | Kootwijkerbroek        |            |
| 9   | De Levende Steen                       | 2.011       | 2013      | Evangelische gemeente                                              | Spijkenisse            |            |
| 10  | Kerkgebouw GG Yerseke                  | 2.000       | 2024      | Gereformeerde Gemeenten                                            | Yerseke                |            |
| 11  | Noorderkerk                            | 1.970       | 1957      | Gereformeerde Gemeenten                                            | Rijssen                |            |
| 12  | Zuiderkerk                             | 1.950       | 1968      | Gereformeerde Gemeenten                                            | Rijssen                |            |
| 13  | Kerkgebouw GG Nunspeet                 | 1.950       | 1978      | Gereformeerde Gemeenten                                            | Nunspeet               |            |
| 14  | Adullamkerk                            | 1.936       | 2008      | Gereformeerde Gemeenten                                            | Barneveld              |            |
| 15  | Sionkerk                               | 1.900       | 1979      | Gereformeerde Gemeenten                                            | Goes                   |            |
| 16  | Kerkgebouw GG Opheusden                | 1.900       | 2015      | Gereformeerde Gemeenten                                            | Opheusden              |            |
| 17  | Nieuwe Kerk                            | 1.900       | 1887      | Protestantse Kerk in Nederland                                     | Katwijk                |            |
| 18  | Jachin en Boazkerk                     | 1.800       | 2003      | Gereformeerde Gemeenten                                            | Genemuiden             |            |
| 19  | Sint-Vituskerk                         | 1.800       | 1892      | Rooms-Katholieke Kerk                                              | Hilversum              |            |
| 20  | Bethelkerk                             | 1.750       | 2000      | Vrije Baptistengemeente                                            | Drachten               |            |
| 21  | Jachin Boazkerk                        | 1.650       | 1960      | Oud Gereformeerde Gemeenten in Nederland                           | Urk                    |            |
| 22  | Grote of Sint-Janskerk                 | 1.635       | 1485      | Protestantse Kerk in Nederland                                     | Gouda                  |            |
| 23  | Mieraskerk                             | 1.631       | 1962      | Oud Gereformeerde Gemeenten in Nederland                           | Krimpen aan den IJssel |            |
| 24  | Petrakerk                              | 1.620       | 1974      | Gereformeerde Gemeenten                                            | Hendrik-Ido-Ambacht    |            |
| 25  | Elimkerk                               | 1.524       | 1977      | Gereformeerde Gemeenten                                            | 's-Gravenpolder        |            |
| 26  | Bethelkerk                             | 1.509       | 2003      | Gereformeerde Gemeenten                                            | Geldermalsen           |            |
| 27  | Sint-Janskathedraal                    | 1.500       | 1220      | Rooms-Katholieke Kerk                                              | 's-Hertogenbosch       |            |
| 28  | Oude Kerk                              | 1.500       | 1566      | Protestantse Kerk in Nederland                                     | Veenendaal             |            |
| 29  | Levensstroomkerk                       | 1.450       | 2006      | Pinksterkerk                                                       | Leiderdorp             |            |
| 30  | Kerkgebouw VOGG Ede                    | 1.440       | 1951      | Vrije Oud Gereformeerde Gemeente                                   | Ede                    |            |
| 31  | Grote Kerk                             | 1.400       | 1892      | Protestantse Kerk in Nederland                                     | Apeldoorn              |            |
| 32  | Andreaskerk (Kerkje aan Zee)           | 1.400       | 1460      | Protestantse Kerk in Nederland                                     | Katwijk aan Zee        |            |
| 33  | De Ark                                 | 1.400       | 2007      | Protestantse Kerk in Nederland                                     | Urk                    |            |
| 34  | Sint-Petruskerk                        | 1.400       | 1936      | Rooms-Katholieke Kerk                                              | Leiden                 |            |
| 35  | Bethelkerk                             | 1.390       | 1989      | Gereformeerde Gemeenten                                            | Werkendam              |            |
| 36  | Kerkgebouw GG Krabbendijke             | 1.362       | 1930      | Gereformeerde Gemeenten                                            | Krabbendijke           |            |
| 37  | Bethelkerk                             | 1.352       | 2012      | Hersteld Hervormde Kerk                                            | Genemuiden             |            |
| 38  | Petrakerk                              | 1.350       | 1996      | Gereformeerde Gemeenten                                            | Kapelle                |            |
| 39  | Kerkgebouw GG Gouda                    | 1.325       | 2008      | Gereformeerde Gemeenten                                            | Gouda                  |            |
| 40  | Hervormde kerk                         | 1.300       | 1845      | Protestantse Kerk in Nederland                                     | Doornspijk             |            |
| 41  | Grote Kerk                             | 1.300       | 1898      | Protestantse Kerk in Nederland                                     | Alblasserdam           |            |
| 42  | Sint-Lambertuskerk                     | 1.300       | 1863      | Rooms-Katholieke Kerk                                              | Veghel                 |            |
| 43  | Stadskerk                              | 1.300       | 1924      | Vrije Baptistengemeente                                            | Groningen              |            |
| 44  | Kerkgebouw HHK Elspeet                 | 1.256       | 2010      | Hersteld Hervormde Kerk                                            | Elspeet                |            |
| 45  | Schildkerk                             | 1.250       | 12e eeuw  | Protestantse Kerk in Nederland                                     | Rijssen                |            |
| 46  | Bovenkerk                              | 1.250       | 12e eeuw  | Protestantse Kerk in Nederland                                     | Kampen                 |            |
| 47  | Elimkerk                               | 1.250       | 1993      | Gereformeerde Gemeenten                                            | Amersfoort             |            |
| 48  | Ter Hoogekerk                          | 1.250       | 1997      | Gereformeerde Gemeenten                                            | Middelburg             |            |
| 49  | Ichtuskerk                             | 1.250       | 2012      | Christelijke Gereformeerde Kerken                                  | Urk                    |            |
| 50  | Bethlehemkerk                          | 1.236       | 1931      | Protestantse Kerk in Nederland                                     | Den Haag               |            |
| 51  | Oosterkerk                             | 1.228       | 1931      | Protestantse Kerk in Nederland (Gereformeerde Kerken in Nederland) | Zeist                  |            |
| 52  | Sebakerk                               | 1.225       | 1955      | Gereformeerde Gemeenten                                            | Krimpen aan den IJssel |            |
| 53  | Eben-Haëzerkerk                        | 1.220       | 1985      | Gereformeerde Gemeenten                                            | De Valk-Wekerom        |            |
| 54  | Noorderkerk                            | 1.216       | 1878      | Nederlandse Gereformeerde Kerken                                   | Spakenburg             |            |
| 55  | Heilig Hart van Jezuskerk (Koepelkerk) | 1.200       | 1953      | Rooms-Katholieke Kerk                                              | Maastricht             |            |
| 56  | Nieuwe Kerk                            | 1.200       | 1939      | Protestantse Kerk in Nederland                                     | Ermelo                 |            |
| 57  | Gereformeerde Kerk Klundert            | 1.200       | 1889      | Protestantse Kerk in Nederland (Gereformeerde Kerken in Nederland) | Klundert               |            |
| 58  | Koningsvijver                          | 1.200       | 1980      | Volle Evangelie gemeente Nehemia Ministries                        | Zwijndrecht            |            |
| 59  | Heilig Hart van Jezuskerk              | 1.200       | 1883      | Rooms-Katholieke Kerk                                              | Vinkeveen              |            |
| 60  | Eben-Haëzerkerk                        | 1.200       | 1971      | Gereformeerde Gemeenten                                            | Hardinxveld-Giessendam |            |
| 61  | Kerkgebouw GG Moerkapelle              | 1.200       | 1962      | Gereformeerde Gemeenten                                            | Moerkapelle            |            |
| 62  | Kerkgebouw GGiN De Beek-Uddel          | 1.190       | 1920      | Gereformeerde Gemeenten in Nederland                               | De Beek (Ermelo)       |            |
| 63  | Sint-Franciscuskerk                    | 1.152       | 1882      | Rooms-Katholieke Kerk                                              | Oudewater              |            |
| 64  | Bethelkerk                             | 1.150       | 1972      | Gereformeerde Gemeenten                                            | Ridderkerk             |            |
| 65  | Kerkgebouw GG Kruiningen               | 1.150       | 2015      | Gereformeerde Gemeenten                                            | Kruiningen             |            |
| 66  | Dorpskerk                              | 1.150       | 1883      | Protestantse Kerk in Nederland                                     | Genemuiden             |            |
| 67  | Obrechtkerk                            | 1.150       | 1930      | Rooms-Katholieke Kerk                                              | Amsterdam              |            |
| 68  | Oude Kerk                              | 1.140       | 15e eeuw  | Protestantse Kerk in Nederland                                     | Huizen                 |            |
| 69  | Rehobothkerk                           | 1.140       | 1972      | Gereformeerde Gemeenten                                            | Zeist                  |            |
| 70  | Oude Kerk                              | 1.133       | 14e eeuw  | Protestantse Kerk in Nederland                                     | Putten                 |            |
| 71  | Dorpskerk                              | 1.125       | 1847      | Protestantse Kerk in Nederland                                     | Nieuw-Lekkerland       |            |
| 72  | Kerkgebouw GGiN (bv)                   | 1.125       | 1980      | Gereformeerde Gemeenten in Nederland (buiten verband)              | Veenendaal             |            |
| 73  | Oosterkerk                             | 1.116       | 1929      | Nederlandse Gereformeerde Kerken                                   | Groningen              |            |
| 74  | Vredeskerk                             | 1.110       | 1940      | Rooms-Katholieke Kerk                                              | Delft                  |            |
| 75  | Sint-Jacobus de Meerderekerk           | 1.105       | 1878      | Rooms-Katholieke Kerk                                              | Den Haag               |            |
| 76  | Poortkerk                              | 1.100       | 1951      | Gereformeerde Gemeenten                                            | Kampen                 |            |
| 77  | Oude Kerk                              | 1.100       | 13e eeuw  | Protestantse Kerk in Nederland                                     | Barneveld              |            |
| 78  | Grote Kerk                             | 1.100       | 1851      | Protestantse Kerk in Nederland                                     | Gorinchem              |            |
| 79  | Onze Lieve Vrouwekerk                  | 1.100       | 1509      | Protestantse Kerk in Nederland                                     | Breda                  |            |
| 80  | Kathedrale basiliek Sint Bavo          | 1.100       | 1930      | Rooms-Katholieke Kerk                                              | Haarlem                |            |
| 81  | De Ark                                 | 1.100       | 2007      | Protestantse Kerk in Nederland                                     | Urk                    |            |
| 82  | Grote of Sint-Bavokerk                 | 1.100       | 1520      | Protestantse Kerk in Nederland                                     | Haarlem                |            |
| 83  | Kandelaarkerk                          | 1.100       | 1970      | Nederlandse Gereformeerde Kerken                                   | Assen                  |            |
| 84  | Julianakerk                            | 1.100       | 1928      | Protestantse Kerk in Nederland                                     | Veenendaal             |            |
| 85  | Gereformeerde Kerk                     | 1.100       | 1928      | Nederlandse Gereformeerde Kerken                                   | Appingedam             |            |
| 86  | Ontmoetingskerk                        | 1.100       | 1968      | Protestantse Kerk in Nederland (Gereformeerde Kerken in Nederland) | Sleeuwijk              |            |
| 87  | Plantagekerk                           | 1.100       | 1875      | Nederlandse Gereformeerde Kerken                                   | Zwolle                 |            |
| 88  | Sint-Antonius van Paduakerk            | 1.100       | 1914      | Rooms-Katholieke Kerk                                              | Millingen aan de Rijn  |            |
| 89  | Sint-Agathakerk                        | 1.100       | 1903      | Rooms-Katholieke Kerk                                              | Lisse                  |            |
| 90  | Groote Kerk                            | 1.100       | 1639      | Protestantse Kerk in Nederland                                     | Maassluis              |            |
| 91  | Dorpskerk                              | 1.080       | 1858      | Protestantse Kerk in Nederland                                     | Nunspeet               |            |
| 92  | Kandelaarkerk                          | 1.080       | 1980      | Nederlandse Gereformeerde Kerken                                   | Heemse                 |            |
| 93  | Tabernakel                             | 1.074       | 2003      | Gereformeerde Gemeenten                                            | Rijssen                |            |
| 94  | Eben Haëzerkerk                        | 1.071       | 2013      | Hersteld Hervormde Kerk                                            | Ouddorp                |            |
| 95  | Grote kerk                             | 1.070       | 1461      | Protestantse Kerk in Nederland                                     | Nijkerk                |            |
| 96  | Triumfatorkerk                         | 1.066       | 1964      | Hersteld Hervormde Kerk                                            | Katwijk aan Zee        |            |
| 97  | Immanuëlkerk                           | 1.066       | 1954      | Protestantse Kerk in Nederland (Gereformeerde Kerken in Nederland) | Maassluis              |            |
| 98  | Bethelkerk                             | 1.052       | 1851      | Protestantse Kerk in Nederland (Gereformeerde Kerken in Nederland) | Urk                    |            |
| 99  | Pelikaankerk                           | 1.050       | 1931      | Protestantse Kerk in Nederland (Gereformeerde Kerken in Nederland) | Leeuwarden             |            |
| 100 | Kerkgebouw GG Meliskerke               | 1.050       | 1976      | Gereformeerde Gemeenten                                            | Meliskerke             |            |
| 101 | Dorpskerk                              | 1.050       | 1567      | Protestantse Kerk in Nederland                                     | Oud-Beijerland         |            |
| 102 | De Schuilplaats                        | 1.050       | 2006      | Evangelische gemeente                                              | Ede                    |            |
| 103 | Dorpskerk                              | 1.050       | 16e eeuw  | Protestantse Kerk in Nederland                                     | Elspeet                |            |
| 104 | De Rotssteen                           | 1.050       | 2025      | Gereformeerde Gemeenten in Nederland                               | Kootwijkerbroek        |            |
| 105 | De Pijler                              | 1.047       | 2001      | Evangelische gemeente                                              | Lelystad               |            |
| 106 | Salemkerk                              | 1.030       | 1936      | Gereformeerde Gemeenten                                            | Lisse                  |            |
| 107 | Immanuelkerk                           | 1.020       | 2007      | Christelijke Gereformeerde Kerken                                  | Urk                    |            |
| 108 | Julianakerk                            | 1.016       | 1927      | Gereformeerde Gemeenten                                            | Dordrecht              |            |
| 109 | Sint-Annakerk                          | 1.014       | 1952-1953 | Rooms-Katholieke Kerk                                              | Heerlen                |            |
| 110 | Kerkgebouw NGK Axel                    | 1.010       | 1899      | Nederlandse Gereformeerde Kerken                                   | Axel                   |            |
| 111 | Petruskerk                             | 1.008       | 14e eeuw  | Protestantse Kerk in Nederland                                     | Woerden                |            |

## Grootste kerken in het verleden
- 1886 - 1900 - Sint-Bonifatiuskerk, Amsterdam. 1850 zitplaatsen
- 1900 - 1910 - Nieuwe Kerk, Katwijk. 1900 zitplaatsen
- 1910 - 1952 - Willemskerk, Den Haag. 2086 zitplaatsen
- 1952 - 1957 - Kerkgebouw GG Mijnsheerenlaan, Rotterdam-Zuid. 2100 zitplaatsen
- 1957 - 1992 - Noorderkerk, Rijssen. 2400 zitplaatsen
- 1992 - 1999 - Dorpskerk, Staphorst. 2300 zitplaatsen
- 1999 - 2008 - Kerkgebouw GGiN, Opheusden. 2.624 zitplaatsen
- 2008 - heden - Kerkgebouw GGiN, Opheusden. 2850 zitplaatsen

## Reformatorische kerken
Veel van de grootste kerkgebouwen zijn van de Gereformeerde Gemeenten of een van de daaraan verwante kerkgenootschappen. Enkele oorzaken dat deze kleine kerkgenootschappen zulke grote kerkengebouwen hebben:
- De concentratie van de woonplaatsen (en dus de kerken) van de bevindelijk gereformeerden in de Bijbelgordel; hierdoor zijn landelijk kleine kerkgenootschappen plaatselijk soms groot.
- Het geringe aantal predikanten maakt het minder aantrekkelijk om een gemeente te splitsen, aangezien dan een gemeente zonder predikant ontstaat.[19]
- Leden van deze kerken zijn vaak trouw in het tweemaal per zondag bezoeken van de kerkdiensten.
- In tegenstelling tot vroeger, zien de meeste gelovigen geen bezwaar meer in het gebruik van de auto voor kerkbezoek op zondag.[20]

De Hersteld Hervormde Kerk is in 2004 ontstaan uit kerken en leden van de Nederlandse Hervormde Kerk die het niet eens waren met de vorming van de Protestantse Kerk in Nederland. Toen het stof van onder andere gerechtelijke procedures was opgetrokken, bleken er twintig nieuwe kerken te zijn gebouwd voor een bedrag van 50 miljoen euro.

## Kritiek
Reeds in 1371 protesteerde de prediker Geert Grote tegen de hoogte van de toren van de Domkerk te Utrecht, die volgens hem een teken was van hoogmoed. In de rooms-katholieke traditie is verfraaiing van een kerk om God te eren. Aanleiding (niet de hele oorzaak) tot de breuk met het protestantisme was een inzamelingsactie voor de Sint Pieterskerk te Rome. 
In de door de Amerikaanse cultuur beïnvloede evangelische beweging heeft men vaak geen bezwaren tegen grote kerkgebouwen. Succes wordt vaak als zegen van God gezien en kan worden afgelezen aan uiterlijke zaken. Toch zijn er ook groepen die vinden dat men geen geld moet steken in een eigen gebouw. Sommigen vinden dat de gemeenten opgesplitst moeten worden in kleine groepen die samenkomen in woonhuizen of bijvoorbeeld een verbouwde garage.
In de Gereformeerde Gemeenten en verwante kerken is het bouwen van mooie, grote kerken te zien als een breuk met het verleden, toen de kerkgebouwen de vorm hadden van een schuur of een stal.